# Východopontské hory
Východopontské hory (turecky Doğu Karadeniz Dağları, v překladu Východočernomořské hory) jsou tvořeny východní třetinou Pontských hor na severovýchodě Turecka. 
Z celkem asi 1000 km dlouhého hřebene Pontských hor, který se táhne paralelně podél Černého moře celou severní částí poloostrova Malé Asie, tvoří skoro 400 km dlouhý hřeben Východopontských hor nejvyšší a geograficky nejvíce mnohotvárnou část zasahující asi 150 km hluboko na jih do vnitrozemí, přičemž je na západě ohraničen údolím řeky Melet Çayı, na jihozápadě údolím řeky Kelkit a na jihovýchodě údolím řeky Čoroch.
Podřazené jednotky (od západu k východu) jsou:
- Giresun dağları
- Gümüşhane dağları
- Zigana dağları
- Trabzon dağları
- Rize dağları s podřazenou jednotkou Kaçkar dağları

Nadmořská výška vrcholů se pohybuje mezi 3000 a 3900 metry, přičemž je téměř dvojnásobná ve srovnání se západně ležícími vrcholy Pontských hor.

## Geografie
Mezi Černým mořem a Východopontskými horami je jen několik kilometrů široký pobřežní pás, za kterým se bezprostředně zvedají třítisícové vrcholy, které tak patří k nejstrmějším krajinám světa. Jednotlivé hřbety se táhnou většinou ve východozápadním směru. Ve směru do vnitrozemí jsou Východopontské hory ohraničeny protáhlou tektonickou proláklinou, kterou protékají řeky Kelkit (směrem na západ) a Čoroch (směrem na východ), než v dolním toku vyústí do Černého moře. Sedlo mezi proláklinami obou řek je v nadmořské výšce 2200 m na jižním svahu hory Çakırgöl Dağı (3082 m). O něco východněji (u města Erzurum) pramení řeka Karasu, která se na rozdíl od obou předchozích stáčí na jih k Eufratu ústícího do Perského zálivu. Na samém východním konci hor pramení v provincii Kars řeka Kura, jejíž tok prochází Gruzií a Ázerbájdžánem, než vyústí do Kaspického moře. 
Východopontské hory tak tvoří rozvodí mezi Černým mořem, Kaspickým mořem a Indickým oceánem.